# الحصن البيزنطي سيدي عمر الجديدي
{{معلومات معلم
اسم = الحصن البيزنطي سيدي عمر الجديدي
```
| صورة   =  
| تعليق  =
| نوع   = حصن
| معماري    = 
| ارتفاع    = 
| ت{مقالة غير مراجعة|تاريخ=فبراير 2023}}
```

 الحصن البيزنطي سيدس عمر الجديدي  هو معلم أثري تونسي مصنف من قبل المعهد الوطني للتراث يقع في ولاية القيروان في الوسط الغربي التونسي، تحديدا في مدينة سيدي عمر الجديدي تم تصنيف المعلم في يوم 8 ماي 1895 .

## مقالات ذات صلة
- قائمة المعالم الأثرية المصنفة في تونس